# Marcel Broodthaers
Marcel Broodthaers est un poète et artiste plasticien belge né le 28 janvier 1924 à Bruxelles et mort le 28 janvier 1976 à Cologne.

## Biographie
Étudiant, Marcel Broodthaers abandonne ses études de chimie pour se consacrer à la poésie. Il travaille comme journaliste et photographe, ainsi que comme ouvrier sur le chantier de l'Exposition universelle de 1958.  
Grand admirateur de Mallarmé et de Magritte, il s'intéresse aux rapports entre l'artiste et la société.
En 1957, il publie son premier recueil de poèmes, Mon livre d'Ogre, avec un frontispice original de Serge Vandercam.
En 1964, il organise sa première exposition personnelle à la galerie Saint-Laurent à Bruxelles. L'invitation qu'il conçoit sur du papier de récupération annonce : « Moi aussi, je me suis demandé si je ne pouvais pas vendre quelque chose et réussir dans la vie. Cela fait un moment déjà que je ne suis bon à rien. Je suis âgé de quarante ans... L'idée enfin d'inventer quelque chose d'insincère me traversa l'esprit et je me mis aussitôt au travail (...) ». A cette occasion, Broodthaers noie son dernier recueil de poèmes, Pense-Bête, dans du plâtre et l'expose comme sculpture.
De 1964 à 1970, ses œuvres se composent d'objets, d'assemblages, d'accumulations (coquilles d'œufs, briques, moules, etc.) où se mêlent humour et absurde.
En 1968, il se nomme lui-même « conservateur du Musée d'Art moderne département des aigles » qu'il a créé. Il propose des environnements, des sortes de ready-made en référence à des écrivains et des poètes. Il développe la relation contradictoire entre le langage et l'image.
Plus tard, il élargit son champ d'action avec des gravures, des films, des montages de diapositives et transforme ses expositions en véritables œuvres d'art ayant pour thème la critique du voir et du montrer, du sens et du contexte, de la mise en scène de l'exposition, du décor et du musée.
Il meurt le 28 janvier 1976 à Cologne (Allemagne), jour de son 52e anniversaire,.

## Quelques œuvres
- 1965 : Triomphe des moules I : casserole noire, moules.
- 1966 :
  - La Tour visuelle : pots en verre avec illustration de revues, bois. Dans cette œuvre, Marcel Broodthaers représente les individus et la société.
  - Bureau de moules : bureau, moules.
  - L'erreur : coquilles d'œufs sur toile et le mot Moules peint.
  - Étal de moules : assemblage de coquilles de moules reposant sur un étal, 110 × 110 × 80 cm, musée d'art de Toulon.
  - Petit chariot avec œufs, collection Dr Reiner Speck, à Cologne.
- 1967 :
  - Maître Corbeau : encre sur feuilles
  - Les Pattes : couleur de pression, huile sur toile
- 1969 : Un coup de dés, peinture et manuscrit sur toile, collection Dr Reiner Speck, à Cologne.
- 1974 :
  - Les Animaux de la ferme : lithographie sur papier, 819 × 603 mm. Broodthaers joue sur les mots comme l'a fait René Magritte. Sous chaque représentation de vache se trouve le nom d'un constructeur automobile.
  - Montage de diapositives : ABC ABC, Image d'Épinal, etc.

En 1968, il s’inspire de la fable Le Corbeau et le Renard  de Jean de La Fontaine à laquelle il consacre une exposition à la Wide White Space Gallery et un film. En 1969, il publie Un coup de dés jamais n'abolira le hasard d'après le poème homonyme de Mallarmé en caviardant les mots du poète, élevant ainsi la structure typographique de l’œuvre poétique au rang de chef d’œuvre en soi[non neutre].
Mort le jour de son anniversaire, il est enterré au cimetière d'Ixelles.

## Principales expositions
- Moi aussi, je me suis demandé si je ne pouvais pas vendre quelque chose…, Galerie Saint-Laurent, Bruxelles, 10-25 avril 1964.

- Sophisticated Happening by Marcel Broodthaers. Peinture Sculpture Musique Nature Critique Poésie Instinct Clarté Dada Pop Trap op, Galerie Smith, Bruxelles, 23 juillet 1964.

- Objets de Broodthaers/Voorwerpen van Broodthaers, Galerie Aujourd’hui, Palais des Beaux-Arts, Bruxelles, 2-24 avril 1965.
- Marcel Broodthaers, Galerie J, Paris, 8-21 mars 1966.
- Moules Œufs Frites Pots Charbon, Wide White Space Gallery, Anvers, 26 mai – 26 juin 1966.
- Peinture à l’Oeuf Peinture à l’Oeuf, Je retourne à la matière Je retrouve la tradition des primitifs, Galerie Cogeime, Bruxelles, 27 septembre – 9 octobre 1966.
- Marcel Broodt(h)aers / Court Circuit, Palais des Beaux-Arts, Bruxelles, 13-25 avril 1967.
- Le Corbeau et le Renard, Wide Space Gallery, Anvers, 7-24 mars 1968.
- Marcel Broodthaers, Galerie Rudolf Zwirner, Cologne, septembre 1968.
- Musée d’art Moderne Département des Aigles, section XIXe siècle, rue de la Pépinière, Bruxelles, 27 septembre 1968 – 27 septembre 1969.
- Musée d’Art Moderne Département des Aigles, Section XVIIe siècle, A 37 90 89, Anvers, 27 septembre – 4 octobre 1969.
- Exposition Littéraire autour de Mallarmé. Marcel Broodthaers à la Deblioudebliou/S, Wide White Space Gallery, Anvers, 2-20 décembre 1969.
- Exposition littéraire et musicale autour de Mallarmé, Galerie Michael Werner, Cologne, 22 janvier – 20 février 1970.
- Musée d’Art Moderne Département des Aigles, Section XIXe siècle (bis), Städtische Kunsthalle, Düsseldorf, 14-15 février 1970.
- Musée d’Art Moderne Département des Aigles, Section Folklorique/Cabinet de Curiosités, Département Folklorique du Zeeuws Museum, Middelburg, 1970.
- Département des Aigles, projection d’un film du Musée d’Art Moderne, exposition de 40 dessins, Galerie Michael Werner, Cologne, 16 janvier – 15 février 1971.
- Musée d’Art Moderne Département des Aigles, Section Cinéma, Burgplatz 12, Düsseldorf, janvier 1971 – hiver 1972.
- Marcel Broodthaers : Relieftafeln-Filme, Galerie Ernst, Hanovre, 6-25 mars 1971.
- Figures anciennes et modernes, Wide White Space Gallery, Anvers, 27 septembre – 27 octobre 1971.
- Section Financière, Musée d’Art Moderne à vendre 1970-1971 pour cause de faillite, Galerie Michael Werner, Foire de Cologne, 5-10 octobre 1971.
- Film als Objekt-Objekt als Film, Städtisches Museum, Mönchengladbach, 21 octobre- 7 novembre 1971.
- Musée d’Art Moderne Département des Aigles, Section des Figures (Der Adler vom Oligozän bis heute), Städtische Kunsthalle, Düsseldorf, 16 mai-9 juillet 1972.
- Tractatus Logico-Catalogicus (ou l’art de vendre), Galerie MTL, Bruxelles, 18 mai - 17 juin 1972.
- La porte est ouverte. 27-8-1901 M.B. M.B. M.B…, Galerie Michael Werner, Cologne, 15 juin-4 juillet 1972.
- Le Corbeau et le Renard (1967-1972), Wide White Space Gallery, Anvers, 17-30 juin 1972.
- Musée d’art Moderne département des Aigles, Section Publicité, Documenta 5, Neue Galerie, Kassel, 30 juin-8 octobre 1972.
- Musée d’art Moderne département des Aigles, Section d’Art Moderne, Documenta 5, Kassel, 30 juin-15 août 1972.
- Musée d’art Moderne département des Aigles, Galerie du XXème siècle, Documenta 5, Kassel, 15 août- 8 octobre 1972.
- Catalogue-Catalogus, Palais des Beaux-Arts, Bruxelles, 27 septembre-3 novembre 1974.
- Eloge du sujet, Kunstmuseum, Bâle, 5 octobre-3 novembre 1974.
- Décor. A conquest by Marcel Broodthaers, Institute of Contemporary Art, New gallery, Londres, 11 juin-6 juillet 1975.
- L’Angélus de Daumier, Centre National d’art contemporain, Hôtel Rothschild, Paris, 2 octobre-10 novembre 1975.
- Figure of Wax (Jeremy Bentham), The Slade School of Fine Arts, University College, Londres, 10 décembre 1975.

## Principales expositions posthumes
- Marcel Broodthaers. The Tate Gallery, London, 16 avril-26 mai 1980.
- Marcel Broodthaers, Museum Boymans van Beuningen, Rotterdam, 14 février - 22 mars 1981.
- Marcel Broodthaers 1924-1976, Kunsthalle, Berne, 30 janvier -14 mars 1982.
- Marcel Broodthaers, Walker Art Center, Minnéapolis, 18 avril - 18 juin 1989 ; Museum of Contemporary Art, Los Angeles, 15 juillet - 22 octobre 1989; Carnegie Museum of Art, Pittsburgh, 20 janvier - 18 mars 1990.
- Marcel Broodthaers. L’architecte est absent. Le Maçon., Fondation pour l’architecture, Bruxelles, 10 octobre - 10 novembre 1991.
- Rétrospective Marcel Broodthaers, Galerie Nationale du Jeu de Paume, Paris, 17 décembre 1991- 1er mars 1992.
- Marcel Broodthaers, Museo Nacional Reina Sofia, Madrid, 24 mars - 8 juin 1992.
- Marcel Broodthaers / Slide projections, Stedelijk Van Abbemuseum, Eindhoven, 13 septembre - 25 octobre 1992.
- Marcel Broodthaers: The Complete Prints and Multiples, Institute of Contemporary Art, London, 4 novembre - 6 décembre 1992.
- Marcel Broodthaers Cinéma, Fundacio Antoni Tapies, Barcelone, 17 avril - 29 juin 1997.
- Marcel Broodthaers Cinéma, Kunsthalle Düsseldorf, 27 septembre - 16 novembre 1997.
- Marcel Broodthaers, En lisant la Lorelei, MAMCO, Musée d’Art Moderne et Contemporain, Genève, 25 novembre 1997 - 15 février 1998.
- Marcel Broodthaers Cinéma, Centro Galego de Arte Contemporanea, Santiago de Compostelle, 28 novembre 1997 - 22 février 1998.
- Marcel Broodthaers, Palais des Beaux-Arts, Bruxelles, 10 mars - 10 juin 2001.
- Marcel Broodthaers, Le Corbeau et le Renard, Nationalgalerie im Hamburger Bahnhof, Berlin, avril - juillet 2001.
- Marcel Broodthaers, L’espace de l’écriture, MAMbo, Museo d’Arte Moderna di Bologna, 26 janvier – 6 mai 2012.
- Marcel Broodthaers, Hôtel de la Monnaie, Paris, 16 avril – 5 juillet 2015.
- Marcel Broodthaers, Fridericianum, Kassel, 17 juillet - 11 octobre 2015.
- Marcel Broodthaers A Retrospective, MoMA, New York, 9 février - 15 mai 2016.
- Marcel Broodthaers Una retrospectiva, Museo Nacional Centro de Arte Reina Sofia, Madrid, 5 octobre 2016 - 9 janvier 2017.
- Marcel Broodthaers Eine Retrospektive, K21, Düsseldorf, 4 mars -11 juin 2017.
- Marcel Broodthaers Poetry and Images, Garage, Moscou, 29 septembre 2018 – 3 février 2019.
- Marcel Broodthaers Soleil politique, M HKA, Anvers, 4 octobre 2019 -19 janvier 2020.
- Marcel Broodthaers Poèmes industriels, Wiels, Bruxelles, 10 septembre 2021 – 9 janvier 2022.

## Principales collections muséales
- MoMa, New York
- Musées royaux des Beaux-Arts de Belgique, Bruxelles
- Le Broodthaerskabinet au SMAK, Gand
- Museum Boijmans Van Beuningen, Rotterdam
- Collection Pinault

## Toponymie
La place Marcel Broodthaers est située dans la commune de Saint-Gilles dans la Région de Bruxelles-Capitale.

## Anecdotes
- Dans l'hebdomadaire bruxellois Germinal du 29 septembre 1957, Marcel Broodthaers présente un article titré Le ballon, ce n'est pas fait pour se tuer.
- Cet article est présenté en première page de l'édition Steidl Verlag, Marcel Broodthaers, texte et photos. En feuilletant ce livre on comprend que l'objet regardé, cadré par l'artiste, est à sa juste place pour le rendre praticable.